# Constantia
Constantia  (лат.) — род многолетних травянистых растений подтрибы Laeliinae трибы Epidendreae, подсемейства Эпидендровые, семейства Орхидные.
Аббревиатура родового названия — Const.
Род Constantia близок родам Adamantinia, Isabelia, Leptotes, Loefgrenianthus, Pseudolaelia и Pygmaeorchis.
Жуан Барбоза Родригис назвал род в честь свое жены Констанцы. 

## Распространение
Бразилия.

## Виды
Список видов по данным The Plant List:
- Constantia australis (Cogn.) Porto & Brade
- Constantia cipoensis Porto & Brade
- Constantia cristinae F.E.L.Miranda
- Constantia gutfreundiana Chiron & V.P.Castro
- Constantia microscopica F.E.L.Miranda
- Constantia rupestris Barb.Rodr.

## В культуре
Виды этого рода редко встречаются в коллекциях.